# Adolf Sawicki
Adolf Sawicki (ur. 2 października 1897 w Wyłudkach, zm. ?) – polski polityk, działacz ruchu ludowego, poseł na Sejm II i III kadencji II RP.

## Życiorys
Urodził się w chłopskiej rodzinie Konstantego i Walerii z Dąbrowskich. Był bratem Wiktora, Czesława, Leokadii i Henryka. Ukończył szkołę powszechną 4-klasową w Janowie. Pomagał rodzicom w gospodarstwie, równocześnie uczył się zawodu cieśli, stolarza i kowala. Od 1918 do 1921 ochotniczo służył w Wojsku Polskim w 42 Pułku Piechoty, brał udział w wojnie polsko-bolszewickiej. Po demobilizacji zajmował się rolnictwem i stolarstwem, założył we wsiach Wyłudki, Wyłudy, Rykaczewo, Zabrodzie i Laskowszczyzna Kółko Rolnicze, później Spółdzielnię Mleczarską w Romaszkówce. W 1927 został wybrany do Rady Gminy, a następnie wójtem gminy Korycin (1927–1929) i członkiem sejmiku oraz wydziału powiatowego w Sokółce.

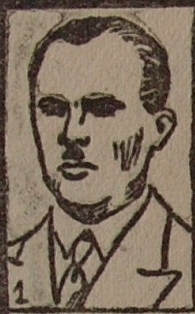
Adolf Sawicki – rysunek opublikowany w gazecie „Rozwój”, przy okazji trwającego procesu brzeskiego (4 listopada 1931)

W latach międzywojennych poseł na Sejm II i III kadencji i znany działacz chłopski. Założył Obóz Rolników i w 1928 zdobył mandat poselski w okręgu nr 5. Później wszedł w skład Stronnictwa Chłopskiego, w którym, w latach 1928–1929, pełnił funkcję członka Zarządu Głównego i Rady Naczelnej. W 1930 więziony w Brześciu, jeden z oskarżonych w procesie brzeskim (1931–1932), został uniewinniony. W 1930 ponownie uzyskał mandat poselski, tym razem z listy Stronnictwa Chłopskiego. Od 1931 był zastępcą członka Rady Naczelnej Stronnictwa Ludowego, zaś w latach 1933–1935 pełnił funkcję członka Rady Naczelnej SL.
W 1935, nie chcąc podporządkować się decyzji o bojkocie wyborów, wystąpił ze Stronnictwa. W późniejszym okresie zaangażowany w tworzenie prorządowych organizacji chłopskich. Działał w organizacji Kadra Działaczy Chłopskich, znajdował się także w składzie Komitetu Wykonawczego byłych działaczy Stronnictwa Chłopskiego, z którym w lutym 1937 wstąpił do OZN. Był jednym z wydawców tygodnika „Chłopski Sztandar”, a także autorem licznych artykułów o tematyce społeczno-politycznej i poruszającej zagadnienia lokalne.

Po agresji ZSRR na Polskę został aresztowany przez NKWD 9 października 1939 w Białymstoku. Przypuszczalnie został zamordowany zaraz po aresztowaniu.

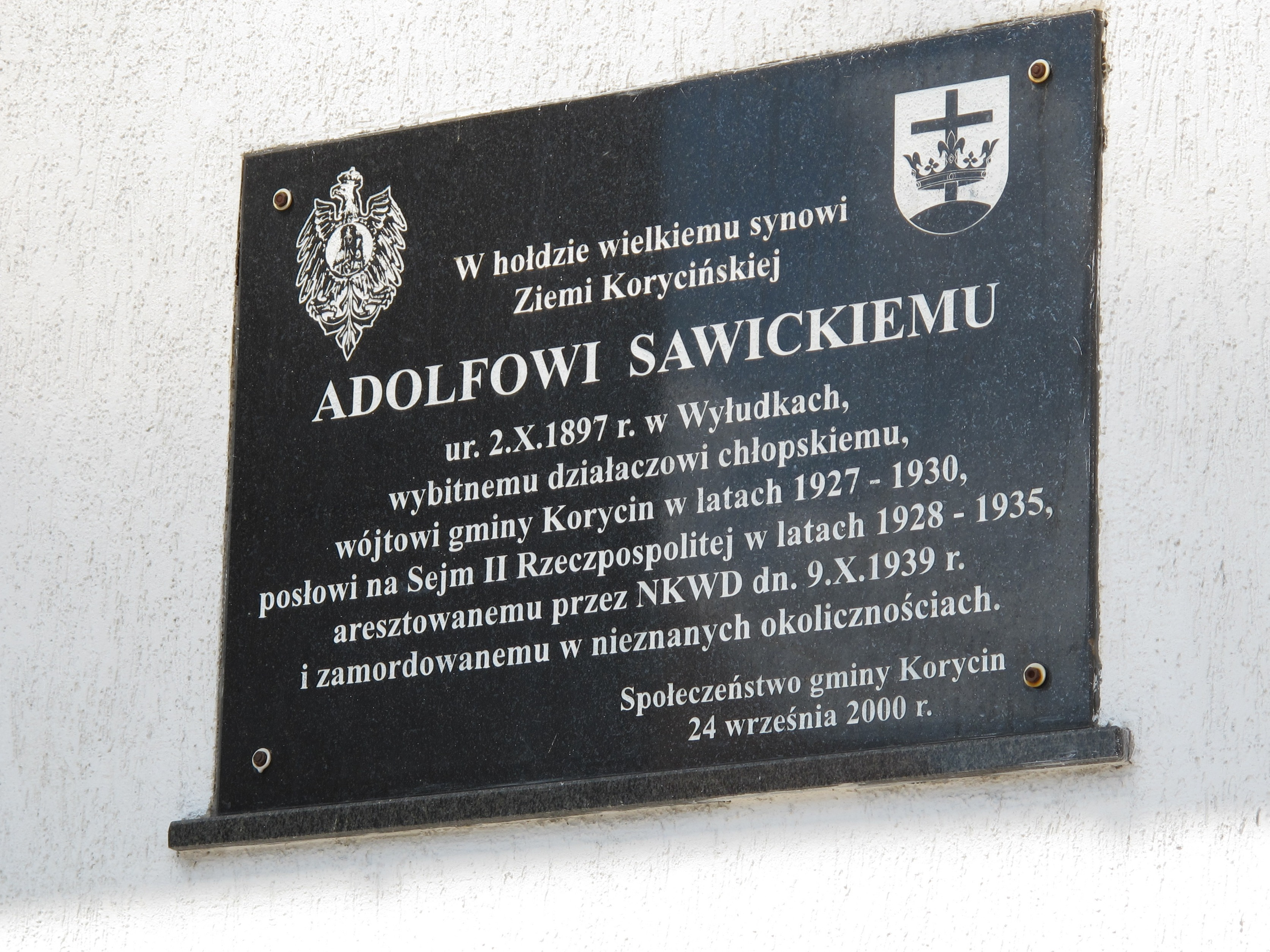
Tablica pamiątkowa na budynku Gminy w Korycinie

Od 10 lipca 1924 był żonaty z Amelią z Kozłowskich, z którą miał dwóch synów: Eryka (1927–1942) i Leopolda (1929–2001).

## Upamiętnienie
W 2000 na budynku Urzędu Gminy w Korycinie została odsłonięta tablica pamiątkowa poświęcona Adolfowi Sawickiemu.